# Curimopsis austriaca
Curimopsis austriaca is een keversoort uit de familie pilkevers (Byrrhidae). De wetenschappelijke naam van de soort is voor het eerst geldig gepubliceerd in 1967 door Franz.